# Autogen träning
Autogen träning (AT) är en psykoterapeutisk behandlingsmetod som syftar till att göra patienten avslappnad. Metoden utvecklades av Johannes Heinrich Schultz under 1920-talet. AT baserar sig på två huvuddelar; för det första är metoden autogen, det vill säga patienten behandlar sig själv och är sin egen instruktör, för det andra handlar det om träning - det finns övningsmoment som man tränar på. AT delas upp i två grupper: De grundläggande och de avancerade övningarna, där grundläggande främst handlar om kroppen, och avancerad om meditationsliknande fördjupningstekniker. Det gemensamma för övningarna är att det utgår från kroppskännedom och funktioner i kroppen som är autonoma (tarmrörelser, matsmältning, svettning).
Enligt metodens förespråkare har den en rad positiva effekter, som exempelvis motverkande av fysisk och psykisk trötthet, sömnstörningar, negativ stress, åksjuka med mera; viss prestationshöjande effekt, ökad koncentrationsförmåga och självförtroende; effektiv mot huvudvärk samt dämpning av oros- och ångesttillstånd. 